# Microsynotaxus
Genre
Microsynotaxus est un genre d'araignées aranéomorphes de la famille des Physoglenidae.

## Distribution
Les espèces de ce genre sont endémiques du Queensland en Australie.

## Liste des espèces
Selon World Spider Catalog (version 18.0, 09/05/2017) :
- Microsynotaxus calliope Wunderlich, 2008
- Microsynotaxus insolens Wunderlich, 2008

## Publication originale
- Wunderlich, 2008 : Descriptions of fossil spider (Araneae) taxa mainly in Baltic amber, as well as on certain related extant taxa. Beiträge zur Araneologie, vol. 5, p. 44-139.